# Myrmecoptinus kuronis
Myrmecoptinus kuronis is een keversoort uit de familie klopkevers (Ptinidae). De wetenschappelijke naam van de soort werd in 1930 gepubliceerd door Ohta.